# Hoya heuschkeliana
Hoya heuschkeliana ist eine Pflanzenart der Gattung der Wachsblumen (Hoya) aus der Unterfamilie der Seidenpflanzengewächse (Asclepiadoideae).

## Merkmale
Hoya heuschkeliana ist ein ausdauernde, auf Baumstämmen kletternde, epiphytische Pflanze mit niederliegenden, kriechenden oder windenden, auch hängenden Trieben. Die stark verzweigten Triebe sind grün, drahtig und im Querschnitt rund; sie messen im Querschnitt etwa 1 bis 2 mm. Sie sind mit Haftwurzeln an den Untergrund angeheftet und zerstreut behaart. Die Blätter sind gestielt, die Stiele sind 3 bis 5 mm. Die Blattspreiten sind breit eiformig bis elliptisch, 2 bis 5 cm lang und 1 bis 2,2 cm breit. Die Oberseite ist dunkelgrün, Die Unterseite etwas heller. Sie sind meist leicht konvex gewölbt. Die Basis ist rund bis keilförmig, der Apex spitz zulaufend. Sie sind sukkulent bis lederig, und an den Rändern zerstreut behaart. Die Blattnervatur ist nur undeutlich. Die vegetativen Teile sondern bei Verletzung einen weißen Milchsaft ab.
Der Blütenstand ist kugelig und 2- bis 7-blütig. Die Blütenstände entspringen außerhalb der Blattachseln auf der Triebunterseite. Die Blütenstandsstiele sind 2 bis 3 mm lang und zerstreut behaart. Die Blütenstiele messen 2 bis 4 mm in der Länge. Die Kelchblätter sind dreieckig und etwa 1,2 mm lang. Die Blütenkrone ist abgeflacht kugelig-urnenförmig, etwa 3,5 bis 4 mm hoch und 5 bis 7 mm im Durchmesser. Sie sind außen kahl, innen fein papillös. Die Kronröhre ist cremefarben. Die Kronblattzipfel sind dreieckig, 2,5 mm lang und an der Basis 2,5 mm breit. Sie laufen spitz aus, stehen zunächst aufrecht und neigen sich zur Mitte, mit Ausnahme der pinkfarbenen Spitzen, die zurück gebogen sind. Die Ränder der Zipfel sind ebenfalls etwas zurück gebogen. Die Nebenkrone ist gelblich. Die Zipfel der Nebenkrone sind lanzettlich, 3 mm lang und 1,2 mm breit. Sie steigen im 45°-Winkel auf. Sie besitzen auf der Unterseite eine Längsrinne und sind basal geflügelt. Die Enden sind tief eingeschnitten und laufen in 2 Zipfeln aus. Der äußere Fortsatz ist schürzenförmig, der innere Fortsatz ist spitz und steht aufrecht. Die inneren Fortsätze sind über dem Griffelkopf einwärts gebogen. Die Pollinien sind abgerundet-rechteckig, 300 µm lang und 200 µm breit. Eine hyaline Randzone erstreckt sich über die Hälfte der Länge (von der Basis aus). Das Corpusculum ist rhombisch, etwa 250 µm lang und 100 µm breit. Der Apex endet in drei Spitzen. Am basalen Teil setzen zwei Flügel an. Die Caudiculae sind kurz (ca. 100 µm) und zylindrisch mit breiten Flügeln. Die Blüten sind nektarreich und verströmen vor allem am späten Nachmittag einen kaum wahrnehmbaren süßlichen Honigduft.
Früchte und Samen sind nicht bekannt.

## Ähnliche Arten
Hoya heuschkeliana besitzt eine urnenförmige Blütenkrone, die sonst für die Arten der Gattung Dischidia typisch ist. Der Aufbau der Nebenkrone ist jedoch typisch für die Gattung Hoya; das Taxon wird daher in die Gattung Hoya gestellt. Aufgrund des eigentümlichen Baus der Nebenkrone kann sie mit keiner anderen Art der Gattung Hoya verwechselt werden. In der phylogenetischen Analyse durch Livia Wanntorp ist Hoya heuschkeliana das Schwestertaxon von Hoya bilobata.

## Geographische Verbreitung und Habitat
Das Verbreitungsgebiet der Art ist auf kleine Gebiete im südlichen Teil der Insel Luzon, Philippinen beschränkt. Der Holotyp stammte aus der Umgebung des Bulusansees, dessen Seespiegel bei 360 m über dem Meeresspiegel liegt.

## Taxonomie
Hoya heuschkeliana wurde 1989 von Robert Dale Kloppenburg erstmals beschrieben. Der Holotyp ist Pancho 2175, aufbewahrt iHerbarium des Institute of Biological Sciences of the University of the Philippines at Los Baños (CAHP) und dem Herbarium der University of California at Berkeley (UC). Die Art ist benannt nach Dexter Heuschkel, den damaligen Direktor der Manila Memorial Gardens. Derzeit werden drei Unterarten unterschieden:
- Hoya heuschkeliana subsp. heuschkeliana
- Hoya heuschkeliana subsp. cajanoae Kloppenb. & Siar (2007).
- Hoya heuschkeliana subsp. marionii Kloppenb. & Ferreras (2014).